# Clube Esportivo Rio Branco
Pour les articles homonymes, voir Rio Branco.
Maillots
Le Clube Esportivo Rio Branco est un club brésilien de football basé à Campos dos Goytacazes dans l'État de Rio de Janeiro.